# Josef Martin Camenzind
Pour les articles homonymes, voir Camenzind.
Josef Martin Camenzind, né le 6 février 1863 à Gersau et mort le 25 juillet 1927 dans cette même localité est une personnalité politique suisse.

## Biographie
Josef Martin Camenzind est député au Grand Conseil du canton de Schwytz de 1900 à 1916. Il est landamman de Schwytz de 1918 à 1920.